# Chasmatopterus hirtulus
Chasmatopterus hirtulus es una especie de coleóptero de la familia Scarabaeidae.

## Descripción
Tiene una longitud de 7 u 8mm. Se caracteriza por la forma del clípeo en ambos sexos y el órgano reproductor. La vellosidad presente en la parte superior de su cuerpo es completamente negra, incluyendo el élitro. Las antenas y los palpos son también negros.

## Distribución geográfica
Habita en el paleártico: la península ibérica (en Portugal, por todo el territorio, en España, en León y Asturias) y el Magreb.